# Campeonato Mundial de Rali de 2009
Campeonato Mundial de Rali de 2009 é a 37ª temporada do Campeonato Mundial de Rali da FIA, teve início no dia 30 de janeiro com o Rali da Irlanda.
Com o objetivo de reduzir os custos operacionais da categoria e adicionar novos ralis ao campeonato, a FIA reduziu o número de eventos de quinze para doze e instituiu um calendário bi-anual com 24 ralis. 

## Equipes e pilotos
| Equipe                                            | Construtor | Carro                  | Pneu | N° | Pilotos                 | Co-pilotos           |
| ------------------------------------------------- | ---------- | ---------------------- | ---- | -- | ----------------------- | -------------------- |
| Citroën Total World Rally Team                    | Citroën    | Citroën C4 WRC         | P    | 1  | Sébastien Loeb          | Daniel Elena         |
| Citroën Total World Rally Team                    | Citroën    | Citroën C4 WRC         | P    | 2  | Dani Sordo              | Marc Marti           |
| BP Ford Abu Dhabi World Rally Team                | Ford       | Focus RS WRC 08        | P    | 3  | Mikko Hirvonen          | Jarmo Lehtinen       |
| BP Ford Abu Dhabi World Rally Team                | Ford       | Focus RS WRC 08        | P    | 4  | Jari-Matti Latvala      | Miikka Anttila       |
| BP Ford Abu Dhabi World Rally Team                | Ford       | Focus RS WRC 08        | P    | -  | Khalid al-Qassimi       | Michael Orr          |
| Stobart VK M-Sport Ford Rally Team                | Ford       | Focus RS WRC 08        | P    | 5  | Urmo Aava               | Kuldar Sikk          |
| Stobart VK M-Sport Ford Rally Team                | Ford       | Focus RS WRC 08        | P    | 6  | Henning Solberg         | Cato Menkerud        |
| Stobart VK M-Sport Ford Rally Team                | Ford       | Focus RS WRC 08        | P    | -  | Matthew Wilson          | Scott Martin         |
| Citroën Junior Team                               | Citroën    | Citroën C4 WRC         | P    | 7  | Chris Atkinson          | Stephane Prevot      |
| Citroën Junior Team                               | Citroën    | Citroën C4 WRC         | P    | 8  | Conrad Rautenbach       | Daniel Barritt       |
| Citroën Junior Team                               | Citroën    | Citroën C4 WRC         | P    | -  | Sébastien Ogier         | Julien Ingrassia     |
| Citroën Junior Team                               | Citroën    | Citroën C4 WRC         | P    | -  | Evgeny Novikov          | Dale Moscatt         |
| Munchi's Ford World Rally Team                    | Ford       | Focus RS WRC 08        | P    | 9  | Federico Villagra       | Jorge Perez Companc  |
| Competidores regulares sem registro de fabricante |            |                        |      |    |                         |                      |
| Petter Solberg World Rally Team                   | Citroën    | Citroën Xsara WRC 2006 | P    | -  | Petter Solberg          | Phil Mills           |
| Adapta World Rally Team                           | Subaru     | Impreza WRC 2008       | P    | -  | Mads Østberg            | Ole Kristian Unnerud |
| van Merksteijn Motorsport                         | Ford       | Focus RS WRC 07        | P    | -  | Peter van Merksteijn    | Erwin Mombaerts      |
| van Merksteijn Motorsport                         | Ford       | Focus RS WRC 07        | P    | -  | Peter van Merksteijn Jr | Eddy Chevaillier     |

### Competidores do JWRC
| N° | Piloto             | Co-piloto          | Carro              |
| -- | ------------------ | ------------------ | ------------------ |
| 31 | Aaron Burkart      | Michael Kölbach    | Suzuki Swift S1600 |
| 32 | Michal Kosciuszko  | Maciek Szczepaniak | Suzuki Swift S1600 |
| 33 | Simone Bertolotti  | Luca Celestini     | Suzuki Swift S1600 |
| 34 | Luca Griotti       | Corrado Bonato     | Renault Clio R3    |
| 35 | Yoann Bonato       | Benjamin Boulloud  | Suzuki Swift Sport |
| 36 | Hans Weijs Jr.     | Bjorn Degandt      | Citroën C2 S1600   |
| 37 | Kevin Abbring      | Erwin Mombaerts    | Renault Clio R3    |
| 38 | Martin Prokop      | Jan Tománek        | Citroën C2 S1600   |
| 39 | Alessandro Bettega | Simone Scattolin   | Renault Clio R3    |

### Competidores do PWRC
| N° | Piloto                 | Co-piloto            | Carro                     |
| -- | ---------------------- | -------------------- | ------------------------- |
| 31 | Martin Prokop          | Jan Tománek          | Mitsubishi Lancer Evo IX  |
| 32 | Bernardo Sousa         | Jorge Carvalho       | Abarth Grande Punto S2000 |
| 33 | Toshi Arai             | Glenn Macneal        | Subaru Impreza WRX STi    |
| 34 | Gianluca Linari        | Andrea Cecchi        | Subaru Impreza WRX STi    |
| 35 | Martin Semerád         | Bohuslav Ceplecha    | Mitsubishi Lancer Evo IX  |
| 36 | Egoi Eder Valdés López | Daniel Lucas         | Subaru Impreza WRX STi    |
| 37 | Frederic Sauvan        | Thibault Gorczyca    | Mitsubishi Lancer Evo IX  |
| 38 | Gabor Mayer            | Róbert Tagai         | Subaru Impreza WRX STi    |
| 39 | Ricardo Errani         | Stefano Casadio      | Mitsubishi Lancer Evo IX  |
| 40 | Andis Neiksans         | Peteris Dzirkals     | Mitsubishi Lancer Evo IX  |
| 43 | Mark Tapper            | Jeff Rudd            | Mitsubishi Lancer Evo X   |
| 44 | Spyros Pavlides        | Denis Giraudet       | Subaru Impreza WRX STi    |
| 44 | Jaromir Tarabus        | Daniel Trunkat       | Abarth Grande Punto S2000 |
| 45 | Patrik Flodin          | Göran Bergsten       | Subaru Impreza WRX STi    |
| 46 | Patrik Sandell         | Emil Axelsson        | Skoda Fabia RS S2000      |
| 47 | Armindo Araujo         | Miguel Ramalho       | Mitsubishi Lancer Evo IX  |
| 48 | Gaurav Gill            | David Senior         | Subaru Impreza WRX STi    |
| 49 | Eyvind Brynildsen      | Denis Giraudet       | Mitsubishi Lancer Evo IX  |
| 50 | Nasser Al-Attiyah      | Giovanni Bernacchini | Subaru Impreza WRX STi    |

## Provas
O calendário da temporada foi anunciado no dia 7 de dezembro de 2007 pelo conselho mundial do desporto automóvel da FIA. 
| #  | Rali                                                               | Pódio   | Pódio              | Pódio                  | Pódio     |
| #  | Rali                                                               | Posição | Piloto             | Carro                  | Tempo     |
| -- | ------------------------------------------------------------------ | ------- | ------------------ | ---------------------- | --------- |
| 1  | 2nd Rally Ireland (30 de janeiro–1 de fevereiro)                   | 1       | Sébastien Loeb     | Citroën C4 WRC         | 2:48:25,7 |
| 1  | 2nd Rally Ireland (30 de janeiro–1 de fevereiro)                   | 2       | Dani Sordo         | Citroën C4 WRC         | 2:49:53,6 |
| 1  | 2nd Rally Ireland (30 de janeiro–1 de fevereiro)                   | 3       | Mikko Hirvonen     | Ford Focus RS WRC 08   | 2:50:33,5 |
|    |                                                                    |         |                    |                        |           |
| 2  | 3rd Rally Norway (13–15 de fevereiro)                              | 1       | Sébastien Loeb     | Citroën C4 WRC         | 3:28:15,9 |
| 2  | 3rd Rally Norway (13–15 de fevereiro)                              | 2       | Mikko Hirvonen     | Ford Focus RS WRC 08   | 3:28:25,7 |
| 2  | 3rd Rally Norway (13–15 de fevereiro)                              | 3       | Jari-Matti Latvala | Ford Focus RS WRC 08   | 3:29:37,7 |
|    |                                                                    |         |                    |                        |           |
| 3  | 37th Cyprus Rally (13–15 de março)                                 | 1       | Sébastien Loeb     | Citroën C4 WRC         | 4:50:34,7 |
| 3  | 37th Cyprus Rally (13–15 de março)                                 | 2       | Mikko Hirvonen     | Ford Focus RS WRC 08   | 4:51:01,9 |
| 3  | 37th Cyprus Rally (13–15 de março)                                 | 3       | Petter Solberg     | Citroën Xsara WRC 2006 | 4:52:24,1 |
|    |                                                                    |         |                    |                        |           |
| 4  | 43º Vodafone Rally de Portugal (3–5 de abril)                      | 1       | Sébastien Loeb     | Citroën C4 WRC         | 3:53:13,1 |
| 4  | 43º Vodafone Rally de Portugal (3–5 de abril)                      | 2       | Mikko Hirvonen     | Ford Focus RS WRC 08   | 3:53:37,4 |
| 4  | 43º Vodafone Rally de Portugal (3–5 de abril)                      | 3       | Dani Sordo         | Citroën C4 WRC         | 3:54:58,5 |
|    |                                                                    |         |                    |                        |           |
| 5  | 29º Rally Argentina (24–26 de abril)                               | 1       | Sébastien Loeb     | Citroën C4 WRC         | 3:57:40,3 |
| 5  | 29º Rally Argentina (24–26 de abril)                               | 2       | Dani Sordo         | Citroën C4 WRC         | 3:58:53,4 |
| 5  | 29º Rally Argentina (24–26 de abril)                               | 3       | Henning Solberg    | Ford Focus RS WRC 08   | 4:01:44,4 |
|    |                                                                    |         |                    |                        |           |
| 6  | 6º Rally d'Italia Sardegna (22–24 de maio)                         | 1       | Jari-Matti Latvala | Ford Focus RS WRC 09   | 4:00:55,7 |
| 6  | 6º Rally d'Italia Sardegna (22–24 de maio)                         | 2       | Mikko Hirvonen     | Ford Focus RS WRC 09   | 4:01:25,1 |
| 6  | 6º Rally d'Italia Sardegna (22–24 de maio)                         | 3       | Petter Solberg     | Citroën Xsara WRC      | 4:02:53,3 |
|    |                                                                    |         |                    |                        |           |
| 7  | 56th Acropolis Rally of Greece (12–14 de junho)                    | 1       | Mikko Hirvonen     | Ford Focus RS WRC 09   | 4:09:42,5 |
| 7  | 56th Acropolis Rally of Greece (12–14 de junho)                    | 2       | Sébastien Ogier    | Citroën C4 WRC         | 4:10:55,4 |
| 7  | 56th Acropolis Rally of Greece (12–14 de junho)                    | 3       | Jari-Matti Latvala | Ford Focus RS WRC 09   | 4:11:27,5 |
|    |                                                                    |         |                    |                        |           |
| 8  | 66th Rally Poland (26–28 de junho)                                 | 1       | Mikko Hirvonen     | Ford Focus RS WRC 09   | 3:07:27,5 |
| 8  | 66th Rally Poland (26–28 de junho)                                 | 2       | Dani Sordo         | Citroën C4 WRC         | 3:08:37,8 |
| 8  | 66th Rally Poland (26–28 de junho)                                 | 3       | Henning Solberg    | Ford Focus RS WRC 08   | 3:09:33,2 |
|    |                                                                    |         |                    |                        |           |
| 9  | 59th Neste Oil Rally Finland (31 de julho–2 de agosto)             | 1       | Mikko Hirvonen     | Ford Focus RS WRC 09   | 2:50:40,9 |
| 9  | 59th Neste Oil Rally Finland (31 de julho–2 de agosto)             | 2       | Sébastien Loeb     | Citroën C4 WRC         | 2:51:06,0 |
| 9  | 59th Neste Oil Rally Finland (31 de julho–2 de agosto)             | 3       | Jari-Matti Latvala | Ford Focus RS WRC 09   | 2:51:30,8 |
|    |                                                                    |         |                    |                        |           |
| 10 | 20th Repco Rally Australia (4–6 de setembro)                       | 1       | Mikko Hirvonen     | Ford Focus RS WRC 09   | 2:53:06,5 |
| 10 | 20th Repco Rally Australia (4–6 de setembro)                       | 2       | Sébastien Loeb     | Citroën C4 WRC         | 2:53:54,0 |
| 10 | 20th Repco Rally Australia (4–6 de setembro)                       | 3       | Dani Sordo         | Citroën C4 WRC         | 2:54:11,1 |
|    |                                                                    |         |                    |                        |           |
| 11 | 45º Movistar Rally RACC Catalunya - Costa Daurada (2–4 de outubro) | 1       | Sébastien Loeb     | Citroën C4 WRC         | 3:22:14,7 |
| 11 | 45º Movistar Rally RACC Catalunya - Costa Daurada (2–4 de outubro) | 2       | Dani Sordo         | Citroën C4 WRC         | 3:22:26,7 |
| 11 | 45º Movistar Rally RACC Catalunya - Costa Daurada (2–4 de outubro) | 3       | Mikko Hirvonen     | Ford Focus RS WRC 09   | 3:23:08,8 |
|    |                                                                    |         |                    |                        |           |
| 12 | 65th Wales Rally of Great Britain (23–25 de outubro)               | 1       | Sébastien Loeb     | Citroën C4 WRC         | 3:16:25,4 |
| 12 | 65th Wales Rally of Great Britain (23–25 de outubro)               | 2       | Mikko Hirvonen     | Ford Focus RS WRC 09   | 3:17:31,5 |
| 12 | 65th Wales Rally of Great Britain (23–25 de outubro)               | 3       | Dani Sordo         | Citroën C4 WRC         | 3:17:32,5 |
|    |                                                                    |         |                    |                        |           |

| Cor    | Superfície do rali |
| ------ | ------------------ |
| Ouro   | Cascalho           |
| Prata  | Asfalto            |
| Azul   | Neve/gelo          |
| Bronze | Superfície mista   |

## Classificação

### Campeonato de pilotos
| Pos. | Piloto                | IRL | NOR | CHI | POR | ARG | ITA | GRE | POL | FIN | AUS | ESP | GBR | Pts |
| ---- | --------------------- | --- | --- | --- | --- | --- | --- | --- | --- | --- | --- | --- | --- | --- |
| 1    | Sébastien Loeb        | 1   | 1   | 1   | 1   | 1   | 4   | Ret | 7   | 2   | 2   | 1   | 1   | 93  |
| 2    | Mikko Hirvonen        | 3   | 2   | 2   | 2   | Ret | 2   | 1   | 1   | 1   | 1   | 3   | 2   | 92  |
| 3    | Dani Sordo            | 2   | 5   | 4   | 3   | 2   | 23  | 12  | 2   | 4   | 3   | 2   | 3   | 64  |
| 4    | Jari-Matti Latvala    | 14  | 3   | 12  | Ret | 6   | 1   | 3   | Ret | 3   | 4   | 6   | 7   | 41  |
| 5    | Petter Solberg        |     | 6   | 3   | 4   | Ret | 3   | Ret | 4   | Ret |     | 4   | 4   | 35  |
| 6    | Henning Solberg       | 4   | 4   | 18  | 5   | 3   | 8   | 15  | 3   | 30  | 7   | 9   | 5   | 33  |
| 7    | Matthew Wilson        | 7   | 7   | 5   | Ret | 5   | 6   | 14  | 5   | 8   | 6   | 7   | 6   | 25  |
| 8    | Sébastien Ogier       | 6   | 10  | Ret | 17  | 7   | Ret | 2   | Ret | 6   | 5   | 5   | Ret | 24  |
| 9    | Federico Villagra     |     |     | 7   | 7   | 4   | Ret | 4   |     | 11  | 8   | 8   |     | 16  |
| 10   | Conrad Rautenbach     | 18  | 11  | 6   | Ret | Ret | 9   | 5   | 8   | Ret | Ret | 11  | 8   | 9   |
| 11   | Mads Østberg          |     | 9   |     | 6   |     | 7   | 7   | Ret | Ret |     |     | Ret | 7   |
| 12   | Khalid Al-Qassimi     | 8   |     | 8   | 8   |     | 16  | 6   |     | 9   | 19  | 14  | 20  | 6   |
| 13   | Evgeny Novikov        |     | 10  | Ret | Ret |     | 5   | 16  | 9   | Ret |     | Ret |     | 4   |
| 14   | Chris Atkinson        | 5   |     |     |     |     |     |     |     |     |     |     |     | 4   |
| 15   | Matti Rantanen        |     |     |     |     |     |     |     |     | 5   |     |     |     | 4   |
| 16   | Krzysztof Hołowczyc   |     |     |     |     |     |     |     | 6   |     |     |     |     | 3   |
| 17   | Jari Ketomaa          |     |     |     |     |     |     |     |     | 7   |     |     |     | 2   |
| 18   | Nasser Al-Attiyah     |     |     | 11  | 16  | 8   | 10  | 9   |     |     |     |     | Ret | 1   |
| 19   | Urmo Aava             | 10  | 8   |     |     |     |     |     |     | 29  |     |     |     | 1   |
| 20   | Lambros Athanassoulas |     |     |     |     |     |     | 8   |     |     |     | 25  |     | 1   |
| Pos. | Piloto                | IRL | NOR | CHI | POR | ARG | ITA | GRE | POL | FIN | AUS | ESP | GBR | Pts |

| Cor        | Resultado             |
| ---------- | --------------------- |
| Ouro       | Vencedor              |
| Prata      | 2.º lugar             |
| Bronze     | 3.º lugar             |
| Verde      | Terminou, nos pontos  |
| Azul       | Terminou, sem pontos  |
| Púrpura    | Ret – Retirou-se      |
| Vermelho   | NQ – Não qualificado  |
| Preto      | DSQ – Desqualificado  |
| Branco     | NL – Não largou       |
| Branco     | C – Corrida cancelada |
| Azul claro | AT – Apenas Treino    |
| Sem cor    | NP – Não participou   |
| Sem cor    | Les – Lesionado       |
| Sem cor    | EX – Excluído         |

### Campeonato de construtores
| Colocação | Equipe                          | Evento | Evento | Evento | Evento | Evento | Evento | Evento | Evento | Evento | Evento | Evento | Evento | Total de pontos |
| Colocação | Equipe                          | IRL    | NOR    | CHI    | POR    | ARG    | ITA    | GRE    | POL    | FIN    | AUS    | ESP    | GBR    | Total de pontos |
| --------- | ------------------------------- | ------ | ------ | ------ | ------ | ------ | ------ | ------ | ------ | ------ | ------ | ------ | ------ | --------------- |
| 1         | Citroën Total World Rally Team  | 18     | 14     | 16     | 16     | 18     | 8      | 4      | 12     | 13     | 14     | 18     | 16     | 167             |
| 2         | BP Ford World Rally Team        | 8      | 14     | 10     | 8      | 3      | 18     | 18     | 10     | 16     | 15     | 10     | 10     | 140             |
| 3         | Stobart M-Sport Ford Rally Team | 8      | 8      | 6      | 5      | 10     | 7      | 5      | 11     | 4      | 5      | 4      | 7      | 80              |
| 4         | Citroën Junior Rally Team       | 5      | 3      | 3      | 0      | 2      | 5      | 6      | 5      | 4      | 4      | 5      | 5      | 47              |
| 4         | Munchi's Ford World Rally Team  | -      | -      | 3      | 4      | 5      | -      | 6      | -      | 2      | 1      | 2      | -      | 23              |

### Campeonato Mundial de Rali Júnior
| Pos. | Piloto             | IRL | CYP | POR | ARG | ITA | POL | FIN | ESP | Pts |
| ---- | ------------------ | --- | --- | --- | --- | --- | --- | --- | --- | --- |
| 1    | Martin Prokop      | 2   | 1   |     |     | 1   | 2   | 1   | Ret | 46  |
| 2    | Michał Kościuszko  |     | 2   | 1   | 1   | 2   | Ret | 3   |     | 42  |
| 3    | Aaron Burkart      | 1   | 3   |     | 2   | 3   |     | 4   | 5   | 39  |
| 4    | Kevin Abbring      | 5   |     | 2   |     | Ret | 1   | Ret | 4   | 27  |
| 5    | Hans Weijs Jr.     | Ret |     | 3   |     | 6   | 4   | 7   | 1   | 26  |
| 6    | Simone Bertolotti  | 3   |     | 6   |     | 7   | 5   | 6   | 2   | 26  |
| 7    | Yoann Bonato       | 4   |     | Ret |     | 4   | 3   | Ret |     | 16  |
| 8    | Alessandro Bettega |     |     | 5   | 3   | 5   |     |     |     | 14  |
| 9    | Luca Griotti       | 6   |     | 4   |     | Ret | 7   | Ret |     | 10  |
| 10   | Kalle Pinomaki     |     |     |     |     |     |     | 2   |     | 8   |
| 11   | Jordi Marti        |     |     |     |     |     |     |     | 3   | 6   |
| 12   | Mark Wallenwein    |     |     |     |     |     |     | 5   | Ret | 4   |
| 13   | Radoslaw Typa      |     |     |     |     |     | 6   |     |     | 3   |
| Pos. | Piloto             | IRL | CYP | POR | ARG | ITA | POL | FIN | ESP | Pts |

### Campeonato Mundial de Rali de Automóveis de Produção
| Pos | Driver                | NOR | CYP | POR | ARG | ITA | GRC | AUS | GBR | Pts |
| --- | --------------------- | --- | --- | --- | --- | --- | --- | --- | --- | --- |
| 1   | Armindo Araújo        | 4   | 2   | 1   |     | 3   | 2   | 4   |     | 42  |
| 2   | Martin Prokop         | 3   |     | 2   | DSQ |     | 4   | 1   | 1   | 39  |
| 3   | Nasser Al-Attiyah     |     | 3   | 4   | 1   | 1   | 13  |     | Ret | 31  |
| 4   | Patrik Sandell        | 1   | 1   | Ret |     | 2   | 11  |     | 7   | 30  |
| 5   | Toshihiro Arai        | Ret | 4   |     | 3   |     | 3   | Ret | 2   | 25  |
| 6   | Eyvind Brynildsen     | 2   |     | 3   | 5   | 5   |     | Ret | DSQ | 22  |
| 7   | Patrik Flodin         | 7   |     | Ret |     | 4   | 7   |     | 6   | 12  |
| 8   | Andis Neikšāns        | 5   | 5   | Ret |     |     | 6   |     |     | 11  |
| 9   | Lambros Athanassoulas |     |     |     |     |     | 1   |     |     | 10  |
| 10  | Bernardo Sousa        |     |     |     |     |     | 5   | Ret | 4   | 9   |
| 11  | Mark Tapper           |     |     | 5   |     | Ret | 8   | Ret | 5   | 9   |
| 12  | Marcos Ligato         |     |     |     | 2   |     |     |     |     | 8   |
| 13  | Richard Mason         |     |     |     |     |     |     | 2   |     | 8   |
| 14  | Gianluca Linari       | 11  | 9   | 6   |     | 7   | 10  | 6   |     | 8   |
| 15  | Martin Semerád        | 10  | Ret | 8   |     | Ret | Ret |     | 3   | 7   |
| 16  | Cody Crocker          |     |     |     |     |     |     | 3   |     | 6   |
| 17  | Frederic Sauvan       | 8   | 7   |     | Ret | 6   | 12  |     | 10  | 6   |
| 18  | Spyros Pavlides       |     |     |     | 4   |     | 9   |     |     | 5   |
| 19  | Gabor Mayer           |     | 8   | Ret | 6   | 8   | Ret |     | 9   | 5   |
| 20  | Stewart Taylor        |     |     |     |     |     |     | 5   |     | 4   |
| 21  | Jaromir Tarabus       | 6   |     | Ret |     |     |     |     |     | 3   |
| 22  | Charalambos Timotheu  |     | 6   |     |     |     |     |     |     | 3   |
| 23  | Gaurav Singh Gill     |     | Ret | 7   |     |     |     |     |     | 2   |
| 24  | Hermann Gassner Jr.   |     |     |     |     | Ret |     |     | 7   | 1   |
| Pos | Driver                | NOR | CYP | POR | ARG | ITA | GRC | AUS | GBR | Pts |